# 토농레뱅역
토농레뱅역(프랑스어: Gare de Thonon-les-Bains)은 프랑스 남동부 오트사부아주 토농레뱅에 위치한 철도역이다. 역은 1880년에 문을 열었으며 Longeray-Léaz-Le Bouvere 철도에 있다. 기차 서비스는 프랑스 국유 철도에서 운영한다.

## 운행편
다음 열차 서비스는 2022년부터 역을 운행한다:
- 고속 서비스(테제베 이누이) 파리 - 벨가르드 - 안마스 - 에비앙레뱅
- 지역 서비스(TER 오베르뉴-론-알프) (리옹 -) 벨가르드 - 안마스 - 에비앙레뱅
- 지역 서비스(레만 익스프레스) 쿠페 - 제네바- 안마스- 에비앙레뱅